# 王錫命
王錫命（1537年—1606年），字天予、又字予卿，號文泉，浙江嘉興府秀水縣民籍直隸蘇州府吳江縣人，明朝政治人物。

## 生平
嘉靖四十年（1561年）辛酉科浙江鄉試第五十七名舉人。嘉靖四十一年（1562年）聯捷壬戌科會試第七十一名，二甲第四十四名進士。历官鎮江府通判、兵部署员外郎、南京刑部员外郎，隆慶三年（1569年）七月升福建按察司佥事，萬曆二年（1574年）五月復除河南佥事，升江西布政司右参议，五年四月乞終养歸。

## 家族
曾祖王欽；祖父王玭；父王鸞，母仲氏。具庆下。弟王鲤、王鱗。